# Serie A 1972-1973 (pallacanestro maschile)
Il campionato di Serie A di pallacanestro maschile 1972-1973 è stato il cinquantunesimo organizzato in Italia.
La massima serie viene allargata a quattordici squadre, che si affrontano in partite di andata e ritorno. Lo scudetto viene assegnato alla prima in classifica solo le ultime due retrocedono in Serie B. Si rende necessario per il terzo anno consecutivo lo spareggio per decidere il campione d'Italia: ancora una volta si incontrano Simmenthal Milano e Ignis Varese, che vince il suo sesto titolo. La squadra lombarda vince inoltre la Coppa Campioni 1972-1973.

## Classifica
|  |     | Classifica finale 1972-1973 | Pt | G  | V  | P  | PtF  | PtS  |
|  | --- | --------------------------- | -- | -- | -- | -- | ---- | ---- |
|  | 1.  | Ignis Pall.Varese           | 48 | 26 | 24 | 2  | 2411 | 1761 |
|  | 2.  | Simmenthal Olimpia Milano   | 48 | 26 | 24 | 2  | 2412 | 1986 |
|  | 3.  | Forst Pall.Cantù            | 42 | 26 | 21 | 5  | 2364 | 2009 |
|  | 4.  | Norda Virtus Bologna        | 24 | 26 | 12 | 14 | 2152 | 2183 |
|  | 5.  | Snaidero APU Udine          | 24 | 26 | 12 | 14 | 2046 | 2115 |
|  | 6.  | Mobilquattro Pall.Milano    | 24 | 26 | 12 | 14 | 2047 | 2150 |
|  | 7.  | Splügen Reyer Venezia       | 22 | 26 | 11 | 15 | 2031 | 2068 |
|  | 8.  | Saclà Libertas Asti         | 22 | 26 | 11 | 15 | 1987 | 2047 |
|  | 9.  | Partenope Napoli            | 22 | 26 | 11 | 15 | 1997 | 2227 |
|  | 10. | Maxmobili Vuelle Pesaro     | 20 | 26 | 10 | 16 | 1925 | 2030 |
|  | 11. | Brill Olimpia Cagliari      | 20 | 26 | 10 | 16 | 2003 | 2153 |
|  | 12. | Alco Fortitudo Bologna      | 20 | 26 | 10 | 16 | 1816 | 1985 |
|  | 13. | Gorena Petrarca Padova      | 18 | 26 | 9  | 17 | 1829 | 2003 |
|  | 14. | Gamma Robur et Fides Varese | 10 | 26 | 5  | 21 | 1872 | 2104 |

## Spareggio scudetto
| Bologna 25 aprile 1973 | Simmenthal Milano | 70 – 74 | Ignis Varese |  |

## Verdetti
- Campione d'Italia:  Pallacanestro Ignis Varese

Formazione: Bartolucci, Ivan Bisson, Giorgio Chiarini, Ottorino Flaborea, Massimo Lucarelli, Dino Meneghin, Bob Morse, Aldo Ossola, Paolo Polzot, Manuel Raga, Edoardo Rusconi, Marino Zanatta. Allenatore: Aza Nikolić.
- Retrocessioni in Serie B: Gorena Padova e Gamma Varese.